# Bokrygg

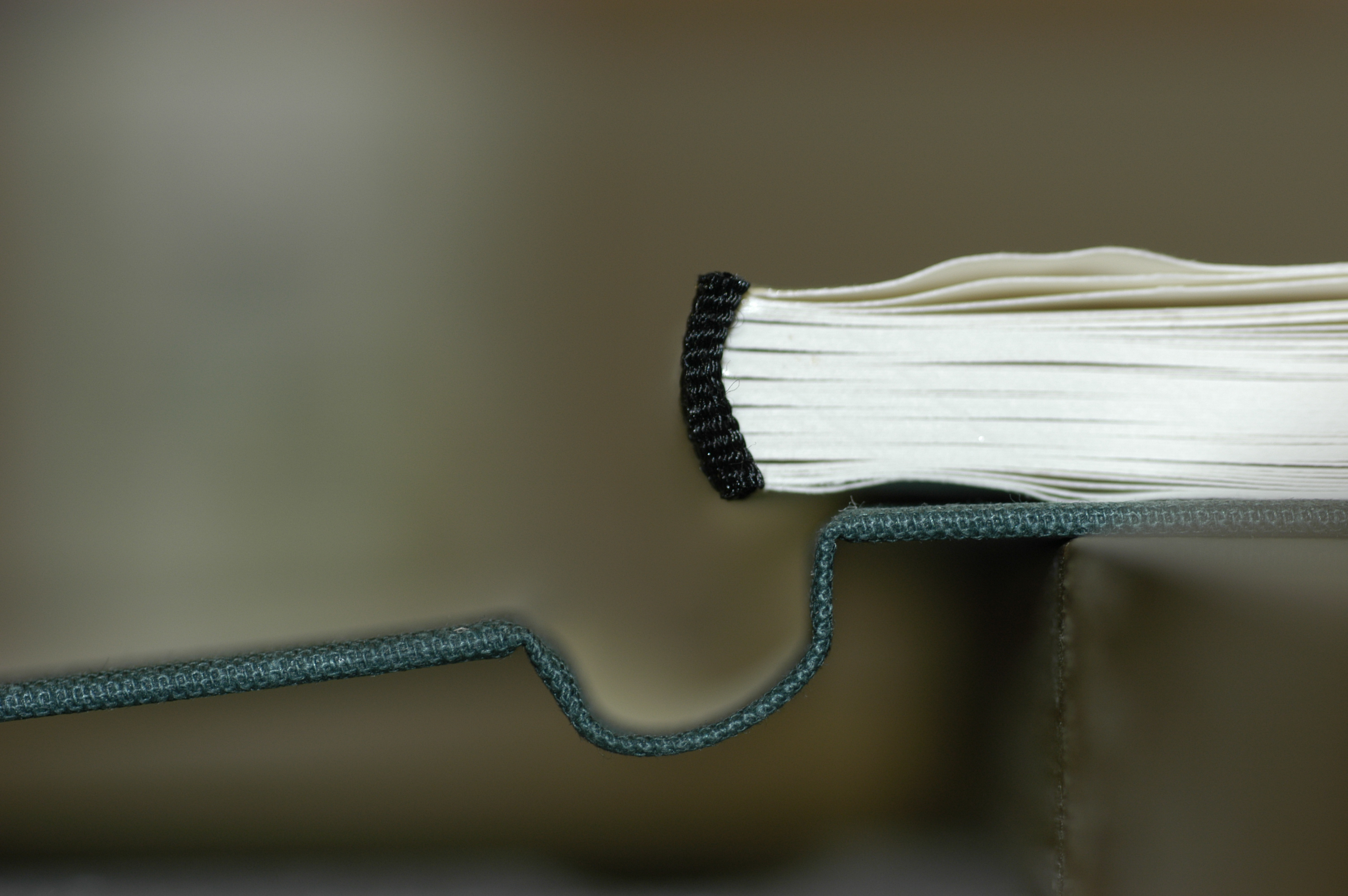
Bok med ena pärmen ej fastsatt vid boksidorna. Bokryggen är den rundade delen.

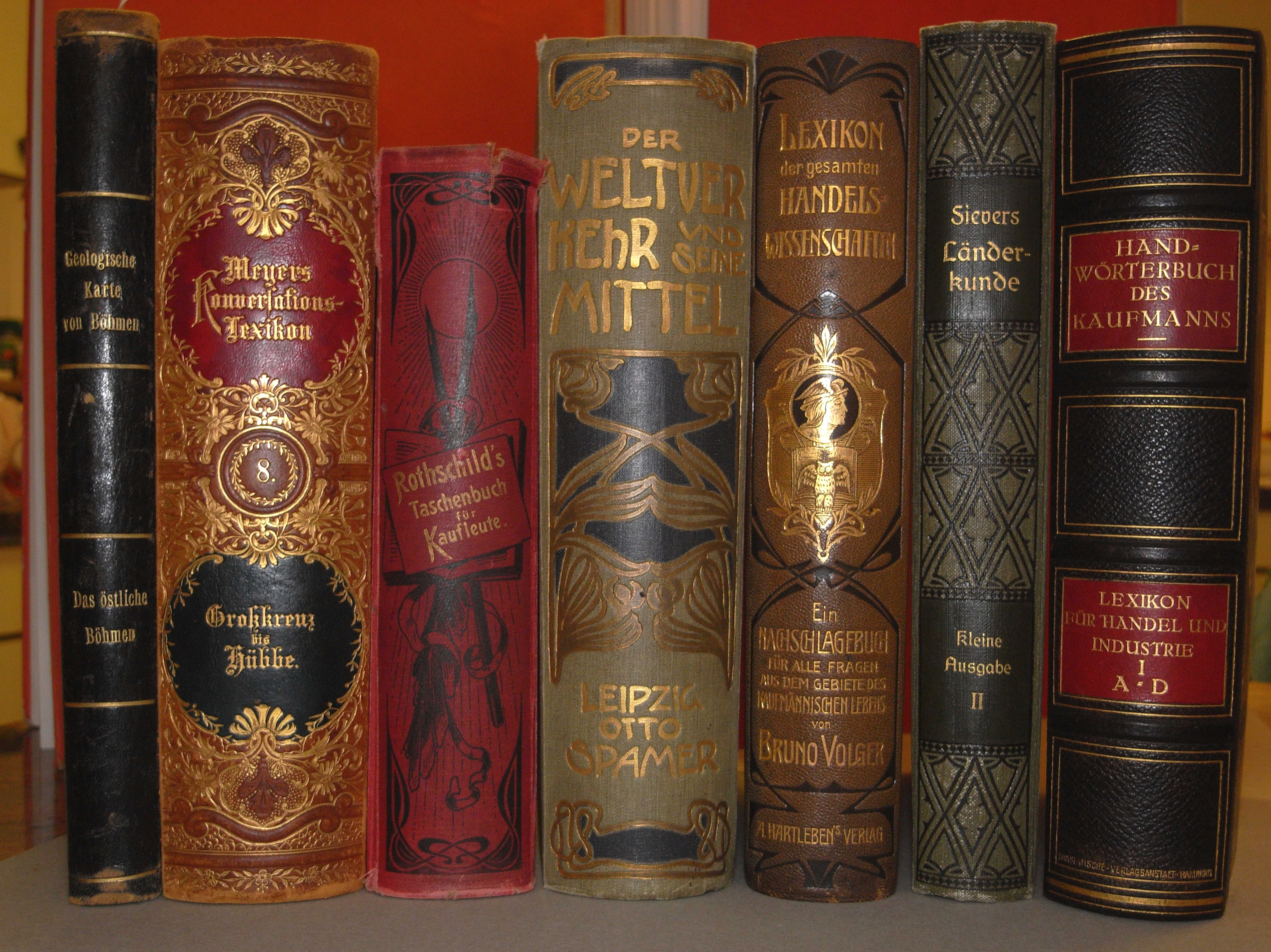
Bokryggar med ryggtitel

Bokrygg benämns den yttre del på en bok som skyddar boksidornas limning eller bindning. Bokryggen är den del av bokbandet som förbinder bokens två ytterpärmar. På bokryggen skrivs i regel ryggtiteln.
Ordet "bokrygg" är belagt i svenska språket sedan 1843.